# Slöjven
Slöjven (Agrostis nebulosa) är en gräsart som beskrevs av Pierre Edmond Boissier och Georges François Reuter. Enligt Catalogue of Life ingår Slöjven i släktet ven och familjen gräs, men enligt Dyntaxa är tillhörigheten istället släktet ven och familjen gräs. Arten förekommer tillfälligt i Sverige, men reproducerar sig inte. Inga underarter finns listade i Catalogue of Life.

## Bildgalleri

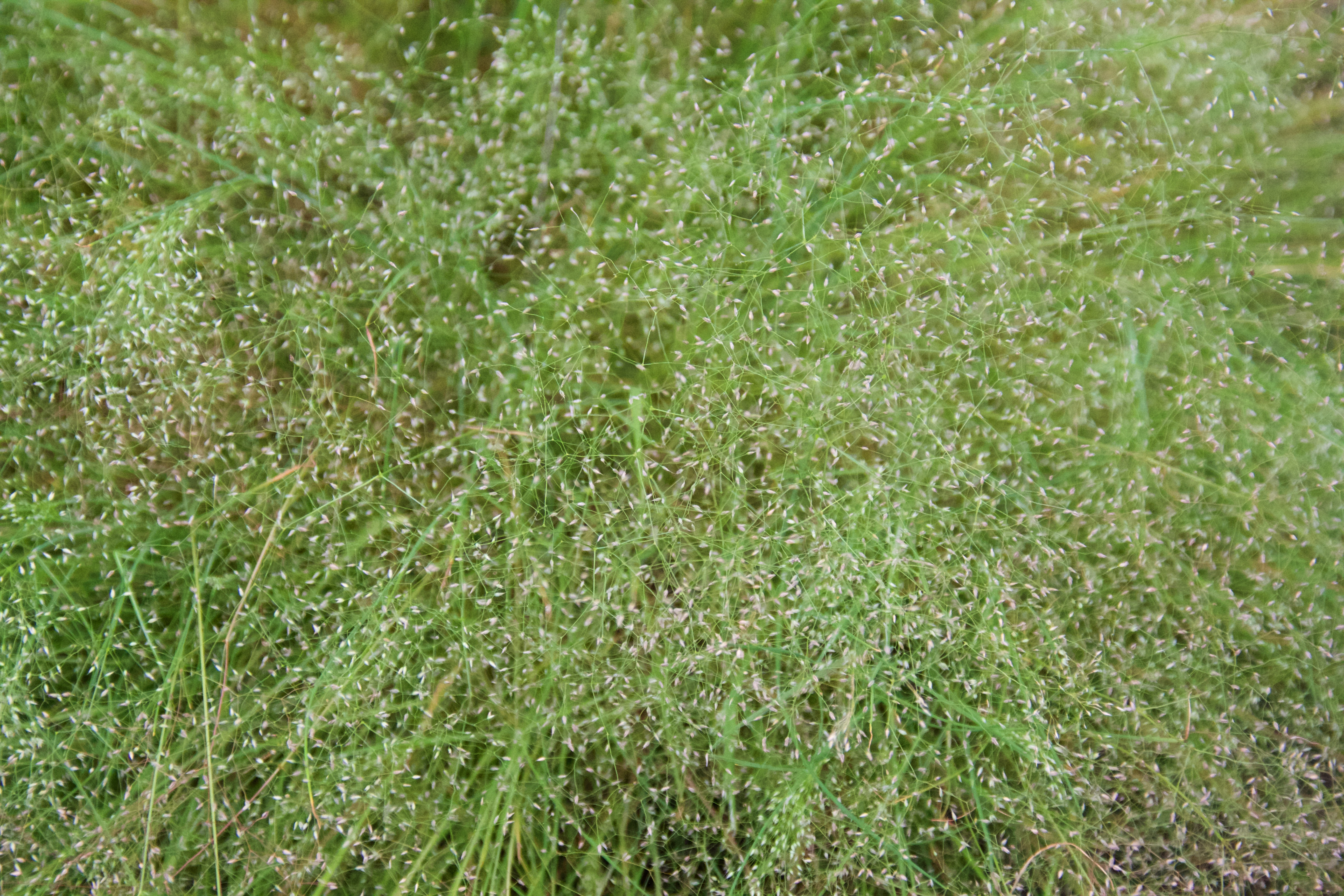
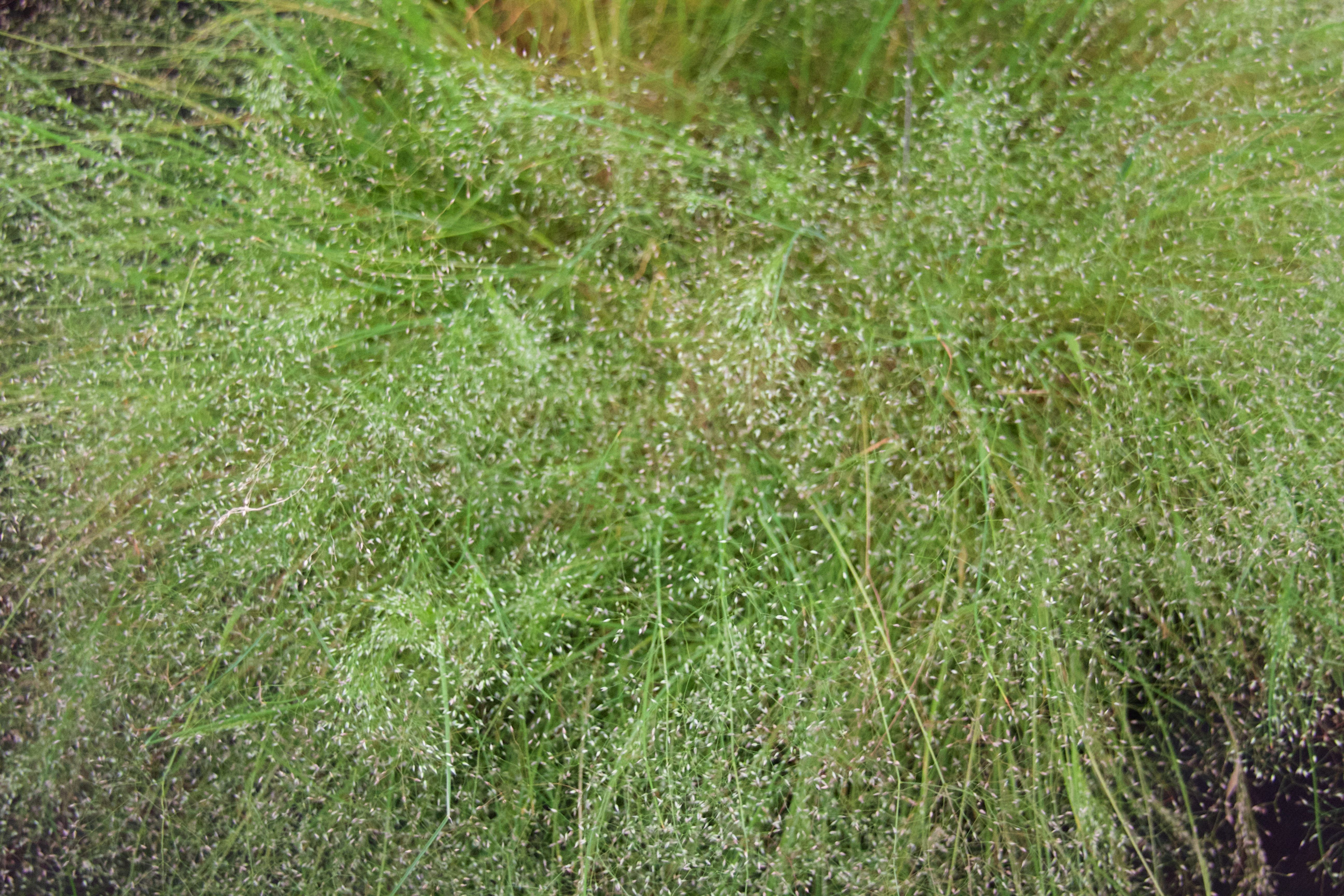